# Lacmellea lactescens
Lacmellea lactescens là một loài thực vật có hoa trong họ La bố ma. Loài này được (Kuhlm.) Markgr. mô tả khoa học đầu tiên năm 1941.